# Slaviša Jokanović
Slaviša Jokanović (serbisch-kyrillisch Славиша Јокановић; * 16. August 1968 in Novi Sad, SFR Jugoslawien) ist ein ehemaliger jugoslawischer, später serbisch-montenegrinischer bzw. serbischer Fußballspieler. Er spielte auf der Position eines meist defensiv eingesetzten Mittelfeldspielers und ist heute als Fußballtrainer tätig.
Nach dem Karrierebeginn in seiner Heimat führte es ihn über Spanien und England zurück nach Spanien, wo er seine Karriere als Aktiver ausklingen ließ. Seine Trainerkarriere, die er in Serbien begann, führte ihn nach Thailand, Bulgarien, Spanien, England und Israel.

## Vereinskarriere

### Karrierebeginn in Novi Sad
Slaviša Jokanović wurde am 16. August 1968 in der Universitätsstadt Novi Sad, der Hauptstadt der Vojvodina, in der damaligen SFR Jugoslawien geboren. Seine Karriere im Herrenfußball startete er im Jahre 1986 beim Lokalverein FK Novi Sad, bei dem er zuvor im vereinseigenen Nachwuchs aktiv war. In seiner ersten Spielzeit mit dem Herrenteam wurde er in der Saison 1986/87 hinter dem Lokalrivalen FK Vojvodina mit sieben Zählern Rückstand Vizemeister in der jugoslawischen Zweitklassigkeit. In der nachfolgenden Spielzeit 1987/88 erreichte er mit seiner Mannschaft den 14. Tabellenrang im Endklassement, was in diesem Fall ein Abstiegsplatz war, da die Liga am Saisonende komplett umgeändert wurde. Die bestplatzierten neun Mannschaften verblieben in der zweithöchsten Fußballliga des Landes, die restlichen neun Teams stiegen in die neu gegründete mehrgleisige jugoslawische Drittklassigkeit ab. Bis zu diesem Zeitpunkt hatte es Jokanović bei saisonübergreifend 35 Meisterschaftspartien insgesamt fünf Treffer erzielt.
In weiterer Folge schaffte Jokanović den Wechsel in die 1. jugoslawische Fußballliga zum bereits erwähnten Lokalrivalen FK Vojvodina und verhalf dem Team noch in dieser Saison zum zweiten jugoslawischen Meistertitel in der Geschichte des 1914 gegründeten Fußballvereins. Der 191 cm große Mittelfeldakteur kam dabei in 24 von 34 möglich gewesenen Ligapartien zum Einsatz und steuerte vier Tore bei. Im jugoslawischen Fußballpokal schaffte es das Team 1988/89 bis ins Viertelfinale und schied dort mit einem Gesamtscore von 1:2 aus Hin- und Rückspiel gegen den FK Rudar Prijedor vom laufenden Wettbewerb aus. Im Europapokal der Landesmeister 1989/90, in dem die Mannschaft aufgrund des Meistertitels ab der ersten Runde teilnahm, kam Jokanović ebenfalls zu seinen Einsätzen. Die Mannschaft schied jedoch bereits in dieser Runde aufgrund der Auswärtstorregel gegen Honvéd Budapest aus. Unter Meistertrainer Ljupko Petrović kam er auch in der nachfolgenden Spielzeit 1989/90 als Stammkraft zum Einsatz und brachte es in dieser Saison auf Einsätze in 30 Ligaspielen, bei denen er sechs Mal zum Torerfolg kam. Im Endklassement rangierte der FK Vojvodina auf dem elften Tabellenplatz. Im jugoslawischen Fußballpokal 1989/90 folgte ebenfalls ein jähes Ende. Nachdem der FK Vojvodina im Erstrundenspiel gegen den NK Čelik Zenica erst im Elfmeterschießen weiterkam, schied er in der zweiten Runde mit einem Gesamtergebnis von 1:7 aus Hin- und Rückspiel gegen den FK Roter Stern Belgrad aus.

### Wechsel zum FK Partizan Belgrad
In der Sommerpause vor Beginn der Spielzeit 1990/91 wechselte Jokanović zum elffachen jugoslawischen Meister FK Partizan Belgrad, der sich durch einen dritten Platz in der vorhergegangenen Saison für den UEFA-Pokal 1990/91 qualifiziert hatte. In diesem Wettbewerb kam der Mittelfeldakteur in allen sechs Spielen seiner Mannschaft unter Trainer Miloš Milutinović jeweils über die volle Spieldauer zum Einsatz und schied mit dem Team erst in der dritten Runde gegen den späteren UEFA-Pokalsieger Inter Mailand aus. In der Liga brachte es Jokanović 1990/91 zu immerhin 20 Einsätzen und vier Treffern und qualifizierte sich mit einem dritten Platz im Endklassement ein weiteres Mal für den UEFA-Pokal. Im jugoslawischen Fußballpokal 1990/91 schied er mit der Mannschaft nach zwei Spielen im Achtelfinale gegen den FK Budućnost Titograd aus. In dieser Saison schaffte er auch den Sprung in die Fußballnationalmannschaft Jugoslawiens und absolvierte unter Nationaltrainer Ivica Osim am 27. Februar 1991 in einem Freundschaftsspiel gegen die Türkei sein erstes Länderspiel für sein Heimatland, als er in der 80. Spielminute für Željko Petrović auf den Rasen kam.
Unter dem neuen Partizan-Trainer Ivica Osim wurde der kopfballstarke Spieler des Öfteren auch als Stürmer eingesetzt, so auch in den beiden einzigen Spielen von Partizan im UEFA-Pokal 1991/92 gegen Sporting Gijón. Während er im Hinspiel bereits eine gelbe Karte sah, erhielt er im Rückspiel eine weitere und musste in der Verlängerung nach Gelb-Rot frühzeitig vom Platz. Wie bereits in der vorangegangenen Saison kam er auch unter Osim nur zu wenigen Einsätzen; am Ende der Saison 1991/92 waren es 16 Meisterschaftseinsätze, wobei er insgesamt vier Tore beisteuerte und die Saison mit seiner Mannschaft auf dem zweiten Tabellenplatz hinter dem Stadtrivalen Roter Stern Belgrad abschloss. Noch erfolgreicher verlief es für Partizan im jugoslawischen Fußballpokal 1991/92, in dem sich der Klub nach neun gespielten Partien gegen den Stadtrivalen Roter Stern mit einem Gesamtscore von 3:2 aus Hin- und Rückspiel als Pokalsieger hervortat.
Zwei Tage nach dem Pokalfinale zog sich Osim als Trainer zurück; Ljubiša Tumbaković, der in den letzten Jahren als Jugendtrainer bei Partizan aktiv war, übernahm. Unter Tumbaković kam Jokanović nach der Auflösung der SFR Jugoslawien zu seinem eigentlichen Durchbruch bei Partizan, als er in der neu gegründeten Prva liga SR Jugoslavije in der Spielzeit 1992/93 in 31 von 36 möglich gewesenen Ligapartien eingesetzt wurde und auf insgesamt 13 Tore kam. Hinter Predrag Mijatović (17 Tore) und Savo Milošević (14 Tore) war er der drittbeste Schütze von Partizan Belgrad in dieser Saison. Mit Partizan holte er mit erheblichem Abstand zum Zweitplatzierten Roter Stern den ersten Meistertitel der Bundesrepublik Jugoslawien. Der erste Fußballpokal der BR Jugoslawien endete mit vertauschten Rollen; Partizan unterlag im Finale gegen Roter Stern und wurde Zweiter.

### Legionär in Spanien
Durch seine Leistungen in der Liga schaffte er den Sprung vom jugoslawischen Meister in die spanische La Liga zu Real Oviedo, der zu diesem Zeitpunkt gerade von seinem Landsmann Radomir Antić trainiert wurde. Unter Antić, der unter anderem noch weitere gebürtige Jugoslawen wie zum Beispiel Nikola Jerkan oder Janko Janković einsetzte, wurde Jokanović rasch zum Stammspieler und brachte es bis zum Saisonende 1993/94 zu 32 Meisterschaftseinsätzen, bei denen er sieben Treffer erzielte. Während das Team die Saison mit einem neunten Platz im Tabellenmittelfeld abschloss, kam es in der Copa del Rey 1993/94 bis ins Achtelfinale und unterlag erst dort, nach einem 1:0-Sieg im Hinspiel mit 0:5 im Rückspiel gegen den späteren Finalisten Celta Vigo und schied vom laufenden Turnier aus. Ähnlich verlief die nachfolgende Spielzeit 1994/95, in der der Klub aus asturischen Stadt Oviedo im Endklassement erneut den neunten Tabellenplatz belegte. Bei 30 Ligaauftritten steuerte der großgewachsene defensive Mittelfeldakteur fünf Tore bei. In der Copa del Rey 1994/95 hingegen folgte bereits in der ersten Runde, in der die von Radomir Antić trainierte Truppe teilnahm, ein jähes Ende gegen den Ligakonkurrenten SD Compostela.
Für eine kolportierte Ablösesumme von 500.000.000 Pesetas (umgerechnet rund 3 Millionen Euro) wechselte der Jugoslawe, der während seiner Zeit in Spanien den Weg in die neu geschaffene Nationalmannschaft der Bundesrepublik Jugoslawien fand, zum in einer ähnlichen Tabellensituation befindlichen Ligakonkurrenten CD Teneriffa. Mit dem Klub von der Kanaren-Insel Teneriffa schaffte er daraufhin unter dem deutschen Trainer Jupp Heynckes mit dem fünften Platz im Endklassement der Primera División 1995/96 die beste Platzierung in der bis dahin über 80-jährigen Vereinsgeschichte; nur 1992/93 erreichte man ebenfalls einen fünften Platz in Endtabelle. Jokanović verpasste nur vier der 38 Meisterschaftspartien und kam dabei zwei Mal zum Torerfolg. In der Copa del Rey 1995/96 ereilte die Mannschaft erst im Viertelfinale gegen den späteren Pokalsieger Atlético Madrid das vorzeitige Aus. Nach der Teilnahme am UEFA-Pokal 1993/94 nahm der CD Teneriffa 1996/97 zum zweiten Mal am UEFA-Pokal teil und schaffte es in diesem nach Siegen über Maccabi Tel Aviv, Lazio Rom, Feyenoord Rotterdam und den Brøndby IF bis ins Halbfinale des Wettbewerbs und unterlag nach einem 1:0-Sieg im Hinspiel erst in der Verlängerung des Rückspiels mit 0:2 gegen den späteren UEFA-Pokalsieger FC Schalke 04.
In der darauffolgenden Saison 1996/97 konnte der CD Teneriffa nicht mehr an die Erfolge des Vorjahres anschließen. 30 Ligaspiele absolvierte Jokanović, in dieser Saison und rangierte mit der Mannschaft am Ende auf dem neunten Tabellenrang, wenige Punkte von einem weiteren internationalen Startplatz entfernt. Mit seinen zehn erzielten Treffern hingegen war er der Führende der mannschaftsinternen Torschützenliste und hatte damit mehr Treffer erzielt, als die Offensivkollegen rund um Juanele, Antonio Pinilla oder Felipe Miñambres. In der Copa del Rey 1996/97 folgte in der ersten Runde, in der CD Teneriffa teilnahm, dem Achtelfinale gegen Betis Sevilla, nach einem 0:5 aus Hin- und Rückspiel ebenfalls ein rasches Ende. Nachdem Real Madrid im Sommer 1997 zu keiner Einigung mit Ottmar Hitzfeld gekommen war, wechselte mit Jupp Heynckes ein anderer Deutscher in die spanische Hauptstadt. Den vakant gewordenen Trainerposten besetzte daraufhin Interimstrainer Víctor Fernández Braulio, der nach nur zehn Ligapartien durch den Portugiesen Artur Jorge ersetzt wurde. Nachdem auch dieser die Mannschaft nur 13 Meisterschaftsspiele betreute, folgte im Februar 1998 mit Juanma Lillo der bereits dritte Trainer des CD Teneriffa in der laufenden Saison. Nach zwei mehr oder minder erfolgreichen Jahre in der Primera División war die Mannschaft 1997/98 abermals in den Abstiegskampf verwickelt und musste auf einem 15. Platz im Endklassement nur knapp nicht in die Relegation. Jokanović selbst brachte es zwar auf 30 Meisterschaftseinsätze, jedoch nahm die Torgefährlichkeit des defensiven Mittelfeldakteurs deutlich ab, wobei er es auf drei Treffer brachte. Wie bereits im Jahr zuvor ereilte den CD Teneriffa auch in der Copa del Rey 1997/98 ein baldiges Aus – gegen UD Las Palmas schied das Team bereits nach der ersten Runde, der zweiten Hauptrunde, frühzeitig aus.
In die Spielzeit 1998/99 startete der 191 cm große Jokanović noch unter Trainer Juanma Lillo, der mit dem Team jedoch in eine Krise schlitterte und kurz vor dem Jahreswechsel auf dem vorletzten Tabellenplatz rangierte. Danach begann eine Reihe weiterer Trainerwechsel, von denen der gebürtige Jugoslawe allerdings nicht mehr allzu viele miterleben sollte. So kam er ab Ende Dezember 1998 bis Anfang Mai 1999 unter dem argentinischen Trainer Carlos Aimar zum Einsatz und absolvierte von Mai 1999 bis zum Saisonende die restlichen Spieler unter dem Interimstrainer-Gespann Robert Aldavert Cellerino, genannt Robi, und dem bereits bekannten Felipe Miñambres. Keiner dieser Trainer vermochte es die Mannschaft aus dem Tabellenkeller zu führen, woraufhin der CD Teneriffa als 19. und damit Vorletzter in die Segunda División abstieg. Alles in allem kam Jokanović auf eine Bilanz von 29 Meisterschaftsspielen, sowie zwei -toren und hatte Einsätze in der Copa del Rey 1998/99, in der er mit dem Klub erst in der vierten Hauptrunde, der zweiten Runde für den CD Teneriffa, aufgrund der Auswärtstorregel gegen den CD Benidorm ausschied.

### Dritte Station in Spanien
Im Sommer 1999 wechselte der mittlerweile 31-Jährige innerhalb der La Liga zum Real Club Deportivo de La Coruña, der in der Saison 1998/99 den sechsten Platz in der teils recht dicht gestaffelten Endtabelle und somit einen internationalen Startplatz belegte. Im UEFA-Pokal 1999/2000 schaffte es das Team nach Siegen über Stabæk Fotball, den HSC Montpellier und Panathinaikos Athen bis ins Achtelfinale, in dem der FC Arsenal wartete. Ein 2:1-Sieg im Rückspiel half Deportivo La Coruña nach einer klaren 1:5-Niederlage im Hinspiel auch nicht weiter, woraufhin die Mannschaft aus dem laufenden Turnier ausschied. Jokanović wurde dabei in den beiden Spielen gegen Stabæk Fotball, sowie in den beiden Spielen gegen HSC Montpellier eingesetzt. Gegen die Norweger gelang ihm mitunter sogar ein Treffer. Nachdem er gegen Panathinaikos nicht im Aufgebot stand, absolvierte er zumindest das Hinspiel gegen den FC Arsenal. Mit den beiden Brasilianern Donato Gama da Silva und Mauro Silva bildete während der Saison 1999/2000 ein solides defensives Mittelfeld, kam aber selbst unter Trainer Javier Irureta nicht als vollwertige Stammkraft zum Einsatz. Von den 23 Ligaspielen, die er in der Primera División 1999/2000 absolvierte, brachte er lediglich 13 über die volle Spieldauer, und kam am Ende auf zwei erzielte Tore. Am Saisonende rangierte das Team fünf Punkten Vorsprung auf den FC Barcelona an der Tabellenspitze und feierte den ersten Meistertitel in der über 90-jährigen Vereinsgeschichte. Durch diesen Meistertitel qualifizierte sich das Team für die Gruppenphase der UEFA Champions League 2000/01, sowie zudem für die FIFA-Klub-Weltmeisterschaft 2001. In der Copa del Rey 1999/2000 schied der gebürtige Jugoslawe mit seiner Mannschaft im Achtelfinale gegen den CA Osasuna aus. Am 20. August 2000 gewann er noch mit Deportivo La Coruña den spanischen Supercup 2000 gegen Espanyol Barcelona.

### Wechsel auf die Insel
Noch vor dem Start in das Champions-League-Abenteuer tat sich für Jokanović ein weiterer Wechsel auf. Für eine kolportierte Ablösesumme von 1,7 Millionen Pfund wechselte der Mittelfeldakteur im Oktober 2000 in die englische Premier League zum FC Chelsea. Am 21. Oktober 2000 gab er sein Debüt in der Premier League, als er beim 6:1-Heimsieg über Coventry City in der 65. Spielminute für Samuele Dalla Bona eingewechselt wurde. Danach brachte er es unter Trainer Claudio Ranieri zu regelmäßigen Einsätzen, wurde aber üblicherweise als sogenannter Joker genutzt. Bis zum Ende der Saison 2000/01 rangierte er mit der Mannschaft auf dem sechsten Tabellenplatz und schaffte damit nur knapp die Qualifikation für den UEFA-Pokal 2001/02. Im Laufe dieser Spielzeit kam Jokanović in 19 Meisterschaftsspielen zum Einsatz und blieb selbst torlos. Des Weiteren kam er zu Einsätzen im FA Cup 2000/01, als das Team in der fünften Hauptrunde dem FC Arsenal unterlag, sowie im League Cup 2000/01, als bereits im ersten Spiel, der Drittrundenpartie gegen den FC Liverpool, das vorzeitige Aus erfolgte.
Im UEFA-Pokal 2001/02 stieg er mit dem FC Chelsea in der ersten Runde gegen Lewski Sofia, die man mit einem Gesamtscore von 5:0 deutliche besiegte, ein; Jokanović gehörte dabei in beiden Partien zur Startformation. Die zweite Runde, die gleichzeitig das Aus für die Blues bedeutete, bestritt das Team gegen Hapoel Tel Aviv und erreichte nach einem 0:2 im Hinspiel nur mehr ein 1:1 im Rückspiel. Der großgewachsene Mittelfeldspieler kam dabei nur im erstgenannten Spiel zum Einsatz. Die Premier-League-Spielzeit 2001/02 verlief für den Jugoslawen, der es auf 20 Ligaeinsätzen brachte, und seine Mannschaft annähernd gleich wie die vorhergegangene Saison. Im Endklassement rangierte der Klub abermals auf dem sechsten Tabellenplatz und hatte somit einen weiteren internationalen Startplatz erreicht. Zudem absolvierte Jokanović Spiele im FA Cup 2001/02, in dem er mit seiner Mannschaft den Finaleinzug schaffte, dort allerdings mit 0:2 dem FC Arsenal unterlag, sowie im League Cup 2001/02, in dem das Halbfinale erreicht wurde. Nachdem sein Vertrag bei Chelsea im Sommer 2002 ausgelaufen war, verließ er die Engländer und war fortan vereinslos. Bei Chelsea galt er nicht wirklich als Publikumsliebling und galt zum Teil sogar bei den eigenen Fans als verhasst. Trotz 53 saison- und wettbewerbsübergreifender Einsätze brachte er es nicht zum Stammspieler.

### Karriereausklang auf der Iberischen Halbinsel
Nach einem Jahr der Vereinslosigkeit kehrte Jokanović wieder zurück nach Spanien, wo er sich dem gerade aus der Drittklassigkeit in die Segunda División aufgestiegenen Klub Ciudad de Murcia anschloss und einen Einjahresvertrag unterzeichnete. Weiters gab er an, während der Zeit, in der er ohne Verein war, nicht trainiert zu haben und sicher eine gewissen Zeit brauchen würde, um wieder ins Spiel zu finden. Dort traf er wieder auf seinen ehemaligen Trainer Juanma Lillo, unter dem er am 14. September im Drittrundenspiel der Segunda División 2003/04 sein Pflichtspieldebüt für Ciudad de Murcia gab. In den beiden nachfolgenden Runden setzte ihn Lillo als Stammkraft ein, ebenso in der zweiten Hauptrunde der Copa del Rey 2003/04 gegen den CD Numancia Anfang Oktober. Danach kam der gebürtige Jugoslawe bis zum Dezember nur mehr zu unregelmäßigen Einsätzen und musste oftmals nach nur wenigen Einsatzminuten angeschlagen wieder ausgewechselt werden. Nach nur drei Monaten beim Klub wurde der 35-Jährige nach nur sechs Ligaeinsätzen und einem Pokaleinsatz von seinen Pflichten entbunden und der Vertrag in beidseitigem Einverständnis aufgelöst, da Jokanović nicht die erwarteten Leistungen erbrachte. Der Mittelfeldspieler gab daraufhin sein Karriereende als Aktiver bekannt.

## Nationalmannschaftskarriere

### Debüt für Jugoslawien vor dem Zerfall
In seiner zweiten Saison bei Partizan Belgrad schaffte Jokanović den Sprung in die Fußballnationalmannschaft Jugoslawiens und absolvierte unter Nationaltrainer Ivica Osim am 27. Februar 1991 in einem Freundschaftsspiel gegen die Türkei sein erstes Länderspiel für sein Heimatland, als er in der 80. Spielminute für Željko Petrović auf den Rasen kam. Davor hatte er bereits zwei Jahre lang in der jugoslawischen U-21-Nationalmannschaft gespielt. Im Laufe des Jahres setzte ihn Osim in insgesamt sechs Länderspielen ein, darunter drei Freundschaftsspiele, ein Einsatz im Pier-Cesare-Baretti-Gedenkturnier, sowie zwei Qualifikationsspiele zur EM 1992. Durch die beiden letzten EM-Quali-Siege gegen die Färöer und Österreich hatte sich Jugoslawien sportlich für die Endrunde in Schweden qualifiziert, wurde aber noch vor Antritt von der UEFA ausgeschlossen, da der Staat gerade mitten im Zerfall war und keine Mannschaft das zerfallene Jugoslawien repräsentieren konnte.

### Debüt für die BR Jugoslawien
Erst Ende des Jahres 1994, als Spieler von Real Oviedo, schaffte es der Mittelfeldakteur wieder in eine Nationalauswahl, als er von Slobodan Santrač in das erste Länder der neu gegründeten Fußballnationalmannschaft der Bundesrepublik Jugoslawien einberufen wurde. Bei der 0:2-Niederlage im Freundschaftsspiel gegen Brasilien in Porto Alegre kam er von Beginn an zum Einsatz und wurde in Minute 76 durch Dejan Govedarica ersetzt. Weitere zwei freundschaftliche Länderspieleinsätze folgten während seiner Zeit bei Real Oviedo. Während seiner Zeit beim CD Teneriffa wurde Jokanović allerdings zum Stammspieler in der Nationalmannschaft seines Heimatlandes. Nach einem Freundschaftsspiel gegen Griechenland im September 1995 und einem weiteren gegen Rumänien im darauffolgenden März 1996 startete er mit der Mannschaft im April 1996 in die Qualifikation zur WM 1998. Daraufhin kam er in den ersten fünf Qualifikationsspielen dieses Jahres zum Einsatz und erzielte im Zuge der WM-Quali auch seine ersten beiden Länderspieltreffer, als er beim 8:1-Kantersieg über die Färöer die Treffer zum 2:0 und 6:1 beisteuerte. Am 28. Dezember 1996, bei einem Freundschaftsspiel gegen Argentinien, trat Jokanović erstmals als Mannschaftskapitän in Erscheinung.

### Erfolgreiche WM-Qualifikation
Nach einem weiteren freundschaftlichen Länderspiel im März 1997 betritt er mit der BR Jugoslawien im April und Juni 1997 zwei weitere WM-Qualifikationsspiele und nahm danach mit der Mannschaft am Mitte Juni 1997 stattfindenden Korea Cup dieses Jahres teil. In allen drei Partien seiner Mannschaft trat er als Kapitän in Erscheinung, steuerte im ersten Gruppenspiel gegen Ghana und im letzten Gruppenspiel gegen Südkorea je einen Elfmetertreffer bei und beendete das Turner mit der Mannschaft auf dem zweiten Platz. Auch im zwei Monate später stattfindenden Freundschaftsspiel gegen Russland in Sankt Petersburg, bei dem er auch den 1:0-Siegestreffer erzielte, führte er die Mannschaft noch als Kapitän an, gab die Kapitänsbinde aber in den nachfolgenden WM-Qualifikationsspielen wieder an Dragan Stojković ab. Mit der BR Jugoslawien absolvierte er daraufhin die beiden letzten Gruppenspiele der WM-Qualifikation und nahm als Gruppenzweiter hinter Spanien an den Relegationsspielen gegen Ungarn teil. Da sich nur der beste Gruppenzweiten direkt für die Weltmeisterschaft qualifizierte, mussten die restlichen Gruppenzweiten in die Relegation. In dieser überzeugten die Jugoslawen jedoch problemlos gegen die Ungarn und gewannen nach einem 7:1-Sieg im Hinspiel auch das Rückspiel klar mit 5:0, was eine WM-Teilnahme im darauffolgenden Jahr bedeutete.

### Teilnahmen an WM 1998 und EM 2000
Bei seinem nächsten Länderspieleinsatz nach der erfolgreichen WM-Quali trat er zum letzten Mal in seiner Karriere als Mannschaftskapitän in Erscheinung; beim 3:0-Sieg über Tunesien am 28. Januar 1998 gelang ihm ein Doppelpack. Danach bestritt er bis Mitte Juni 1998 fünf weitere freundschaftliche Länderspiele, wobei er einmal zum Torerfolg kam, ehe er mit der Mannschaft in die WM-Endrunde in Frankreich startete. In der Gruppe F traf die BR Jugoslawien auf Deutschland, den Iran und die Vereinigten Staaten und konnte sich nach drei Gruppenspiel als Zweiter, punktegleich, hinter Deutschland beweisen und schaffte den Einzug ins Achtelfinale und unterlag in diesem knapp mit 1:2 gegen die Niederlande. Jokanović wurde von Trainer Santrač in allen vier Spielen seiner Mannschaft über die volle Spieldauer im defensiven Mittelfeld eingesetzt. Die Achtelfinalpartie war zugleich sein letzter Einsatz unter Slobodan Santrač, der daraufhin ein Traineramt in China übernahm. Ab August 1998 trat daraufhin Milan Živadinović als neuer Cheftrainer der BR Jugoslawien in Erscheinung. Unter Živadinović blieb Jokanović weiterhin eine Stammkraft im Nationalkader und absolvierte bis zum Sommer 1999 fünf Länderspiele unter dem neuen Trainer, darunter zwei Freundschaftsspiele, sowie drei Qualifikationsspiele anlässlich der EM 2000.
Während Jokanović innerhalb der Liga zu Deportivo La Coruña wechselte, wechselte auch der jugoslawische Cheftrainer. Živadinović wurde nach einem knappen Jahr im Amt durch den ebenso erfahrenen Vujadin Boškov ersetzt. In diesem Jahr setzte ihn Boškov noch in vier der letzten fünf EM-Qualifikationsspiel als Stammkraft über die vollen 90 Minuten ein. Mit 17 Punkten sicherte sich die BR Jugoslawien den ersten Platz in der Gruppe 8 und qualifizierte sich somit für die Endrunde 2000 in Belgien und den Niederlanden. In der Folgezeit spielte der großgewachsene defensive Mittelfeldspieler kaum mehr über die volle Zeit durch, sondern agierte in vier der fünf Freundschaftsspiele im Jahr 2000, die großteils der EM-Vorbereitung dienten, nur mehr in der ersten Halbzeit. Im Juni 2000 nahm er daraufhin als Teil eines 22-köpfigen Aufgebots an der EM-Endrunde teil. In der Gruppe C scheiterten die Jugoslawen beinahe am Einzug ins Viertelfinale, konnten aber im Direktvergleich mit den punktegleichen Norwegen die Oberhand behalten und zogen als Gruppenzweiter ins Viertelfinale ein. In diesem waren die Jugoslawen jedoch chancenlos gegen die Niederländer, die einen 6:1-Sieg einfahren konnten.

### Erfolglose WM-Quali und letzte Länderspiele
Nach dem EM-Aus kam es zu einem neuerlichen Trainerwechsel; auf Vujadin Boškov folgte Ilija Petković, der in den Jahren zuvor bereits kurzzeitig als Co-Trainer der Jugoslawen arbeitete. Unter Petković startete Jokanović ins erste Qualifikationsspiel zur WM 2002; beim 2:0-Erfolg über Luxemburg Luxemburg erzielte der großgewachsene Mittelfeldakteur den Treffer zum 2:0-Endstand. Dies war zugleich das einzige Spiel unter der Führung von Ilija Petković, an dem Jokanović teilnahm. Im Januar bzw. Februar 2001 kam es nämlich bereits zum nächsten Trainerwechsel, der Milovan Đorić als neuen Cheftrainer brachte. Đorić setzte ihn, nachdem er im Spiel gegen die Schweiz nicht zum jugoslawischen Aufgebot gehörte, in den Qualifikationsspielen 3 und 4 ein. Als es daraufhin zu einem weiteren Wechsel im Trainerstab kam und Đorić durch das dreiköpfige Trainerteam Dejan Savićević, Vujadin Boškov und Ivan Ćurković ersetzt wurde, wurde Jokanović von ebendiesem in den nachfolgenden drei WM-Qualifikationsspielen nicht berücksichtigt. Erst am 1. September 2001 schaffte er den Sprung zurück in die Stammformation und absolvierte daraufhin die letzten drei Qualifikationsspiele seines Heimatlandes. Im Endklassement der Gruppe 1 rangierte die BR Jugoslawien mit einem Punkt Rückstand auf Slowenien und vier Punkten Rückstand auf Russland auf dem dritten Platz und scheiterte somit an einer WM-Qualifikation. Unter dem alleinigen Cheftrainer Dejan Savićević kam Jokanović noch zu insgesamt drei Einsätzen in Freundschaftsspielen. Nachdem er bereits im April 2001 angekündigt hatte seine Laufbahn in der jugoslawischen Nationalmannschaft zu beenden, tat er dies, nachdem er doch noch ein paar Länderspiele mehr absolviert hatte, nach dem freundschaftlichen Länderspiel gegen Ecuador am 8. Mai 2002 im Giants Stadium in East Rutherford, New Jersey.

## Trainerkarriere

### Zweifacher Double-Sieger mit Partizan

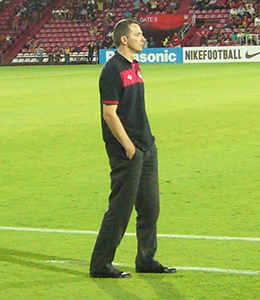
Slaviša Jokanović als Trainer von Muangthong United (2013)

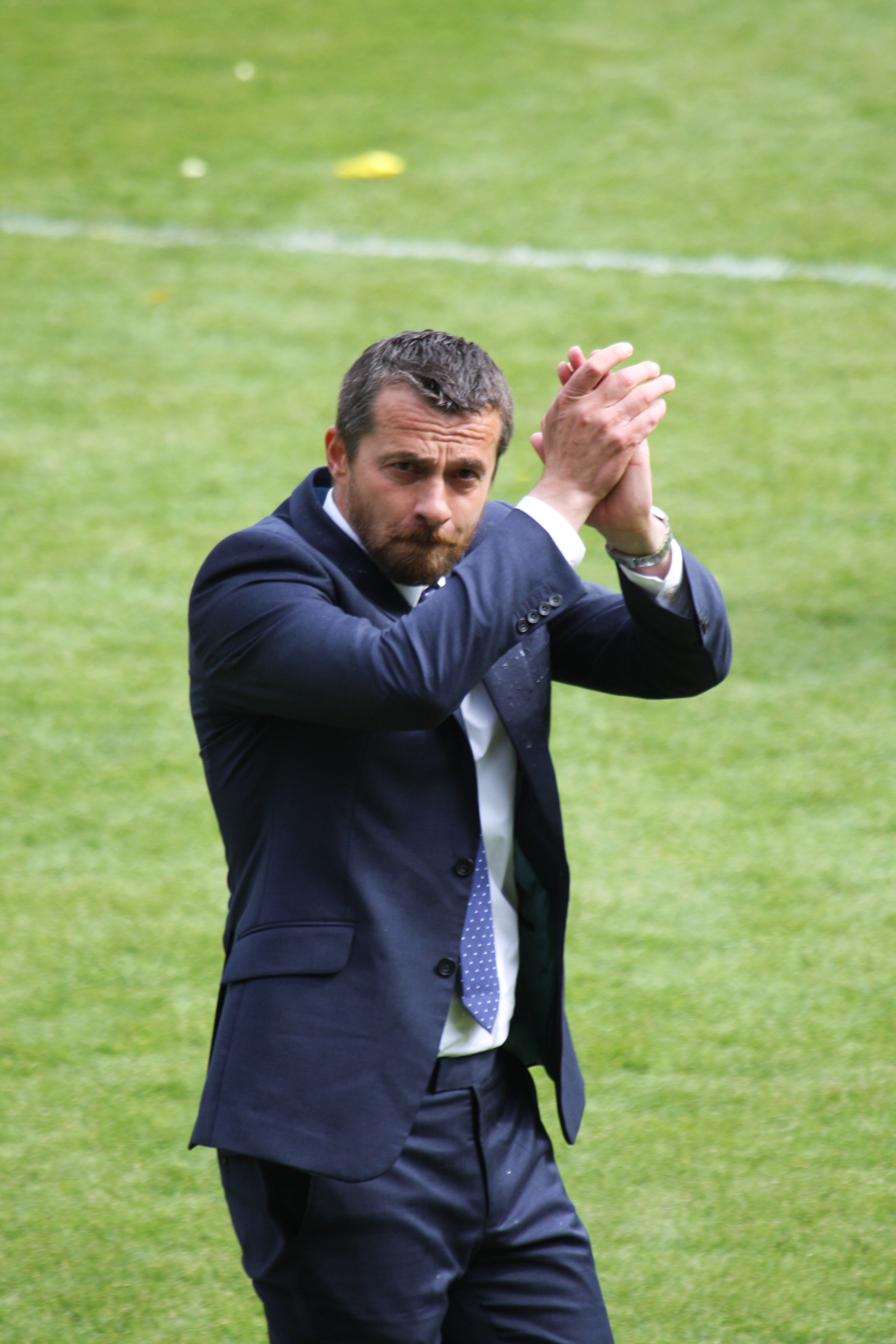
Slaviša Jokanović wenige Wochen vor seinem Abgang vom FC Watford (2015)

Nach seinem Karriereende lebte Jokanović vorwiegend in der spanischen Hauptstadt Madrid und übernahm eine Trainertätigkeit als Teil des technischen Personals des spanischen Viertligisten CA Pinto. Drei Monate später wurde er, nach dem Abgang von Miroslav Đukić, der die serbische Nationalmannschaft übernahm, zum Cheftrainer seines ehemaligen Vereins, FK Partizan Belgrad, bestellt. Seine Frau mit den drei gemeinsamen Kindern verblieb vorerst in der spanischen Hauptstadt. Nachdem er den Klub wenige Tage vor Jahresende übernommen hatte, beendete er die Saison 2007/08 mit dem Team auf dem ersten Tabellenplatz. Mit einem Finalsieg über den FK Zemun gewann Partizan auch den serbischen Fußballpokal 2007/08 und holte sich somit das Double. Durch den Meistertitel durfte Partizan in der Qualifikation zur UEFA Champions League 2008/09 antreten. Nach dem Weiterkommen gegen İnter Baku in der zweiten Qualifikationsrunde schied mit Mannschaft mit einem Gesamtscore von 3:4 aus Hin- und Rückspiel gegen Fenerbahçe Istanbul aus und trat daraufhin ab der ersten Runde des UEFA-Pokals 2008/09 in Erscheinung. Nach einem Sieg über FC Timișoara in dieser Runde schaffte das Team den Einzug in die Gruppenphase, blieb in dieser jedoch gegen Standard Lüttich, den VfB Stuttgart, Sampdoria Genua und den FC Sevilla punktelos.
Noch im gleichen Jahr wurde Jokanović vom serbischen Fußballverband zum besten Trainer in Serbien gewählt, lehnte jedoch aufgrund des schlechten Ergebnisses seiner Mannschaft im UEFA-Pokal diese Auszeichnung ab. 2008/09 führte Jokanović sein Team ein weiteres Mal zum Double, womit er der erste Trainer in der Vereinsgeschichte war, der ein Double verteidigen konnte. In der Liga hatte Partizan Belgrad sogar einen Rekordvorsprung von 19 Punkten auf den Zweitplatzierten, den FK Vojvodina. Im Finale des Pokals 2008/09 war Partizan gegen den Zweitligisten FK Sevojno ebenfalls deutlich überlegen und gewann klar mit 3:0. In der zweiten Qualifikationsrunde zur Champions League 2008/09 setzte er sich mit seinem Team deutlich mit 4:0 im Hinspiel und 8:0 im Rückspiel gegen den Rhyl FC aus Wales durch. In der nachfolgenden dritten Qualirunde fand Partizan auf dem Champions-Weg gegen APOEL Nikosia ein jähes Ende und unterlag mit einem Gesamtergebnis von 1:2. Im Gegensatz zu dem Jahr davor, als die Mannschaft daraufhin an der ersten Runde des UEFA-Pokals teilnahm, trat das Team in diesem Jahr bereits in den Play-offs der Qualifikation zur Europa League 2009/10 an. Nach einem Gesamtscore von 3:1 über den MŠK Žilina qualifizierte sich das Team für die Gruppenphase, schied in dieser jedoch erneut als Gruppenletzter vorzeitig aus. Danach startete er mit der Mannschaft noch in die serbische SuperLiga 2009/10, wurde aber bereits nach drei Meisterschaftspartien, zwei Siege und ein Unentschieden, durch Goran Stevanović, mit dem er in den frühen 1990er Jahren kurzzeitig bei Partizan zusammengespielt hatte, ersetzt. Der Vertrag wurde laut offiziellen Berichten in beidseitigem Einvernehmen aufgelöst und Jokanović verabschiedete sich durch einen Offenen Brief.

### Abenteuer Thailand
Nach seinem Ausscheiden vom FK Partizan Belgrad dauerte es knapp zweieinhalb Jahre, ehe der ehemalige Mittelfeldspieler wieder eine Trainerstation fand. Ende Februar 2012 unterzeichnete er schließlich einen Einjahresvertrag mit der Option auf zwei weitere Jahre bei Muangthong United in der Thai League, der höchsten Fußballliga im thailändischen Fußball. Neben Phil Stubbins, Sven-Göran Eriksson und Stefano Cugurra Teco war er in diesem Spieljahr nur einer von vier ausländischen Trainern in der aus 18 Teilnehmern bestehenden Liga. Mit der Mannschaft blieb er in allen 34 Meisterschaftspartien ungeschlagen und wurde nach 25 Siegen und neun Unentschieden thailändischer Fußballmeister. Zudem erzielte die Mannschaft mit einem 8:1-Erfolg über den BBCU FC den höchsten Auswärtssieg, sowie eines der beiden torreichsten Partien dieses Spieljahres. Des Weiteren stellte das Team mit Teerasil Dangda einen der beiden Torschützenkönige (neben Cleiton Silva von BEC-Tero Sasana; beide jeweils 24 Treffer). Durch den Meistertitel sicherte sich das Team einen Platz in der Gruppenphase der AFC Champions League 2013. In der Gruppe F trat Muangthong United daraufhin gegen Guangzhou Evergrande aus China, Jeonbuk Hyundai Motors aus Südkorea und Urawa Red Diamonds aus Japan an und schied als Gruppenletzter frühzeitig vom laufenden Turnier aus. Am 4. Juni 2018 kam der Verein die Vertragsauflösung von Jokanović bekannt, woraufhin Winfried Schäfer, der daraufhin allerdings selbst nur etwas über einen Monat im Amt war, das Traineramt übernahm.

### Über Bulgarien und Spanien nach England
Bereits Mitte Juli 2013 ersetzte er Nikolaj Mitow als neuen Cheftrainer des bulgarischen Erstligisten Lewski Sofia und unterschrieb einen Einjahresvertrag mit Option. Da er mit dem Hauptstadtverein nur kaum positive Ergebnisse einfuhr, wurde er bereits im Oktober desselben Jahres wieder aus seinem Vertrag entbunden und musste den Verein wieder verlassen. Erst im April 2014 trat Jokanović eine Trainerstelle in Spanien, wo er noch immer die meiste Zeit verbrachte, an. Der Noch-Zweitligist Hércules Alicante hatte ihm einen Trainerjob bis zu Saisonende angeboten, wobei er den bisherigen Trainer Quique Hernández, der das Team auf den letzten Tabellenplatz geführt hatte, ersetzte. Nachdem das Team auch mit der Hilfe des Serben nicht vom letzten Tabellenplatz wegkam und nach nur einem Sieg in fünf Spielen den Weg in die dritthöchste Fußballliga des Landes antreten musste, verlor auch Jokanović nach nur etwas über einen Monat seinen Job.
Am 7. Oktober 2014 wurde Jokanović als Trainer des englischen Championship-Klubs FC Watford vorgestellt und erhielt dort, als vierter in nur fünf Wochen, eine befristeten Vertrag. Unter serbischer Führung schafften die Engländer als Zweitplatzierter, mit einem Punkt Rückstand auf den AFC Bournemouth, den Aufstieg in die Premier League und hatten während des letzten Spiel mitunter sogar die Möglichkeit Meister in der Football League Championship zu werden. Nachdem ihm die Vereinsführung den Vertrag nicht weiter verlängerte, verließ er am 5. Juni 2015 den Klub und wurde in weiterer Folge durch Quique Sánchez Flores ersetzt.

### Nach Stippvisite in Israel wieder zurück nach England
Nur wenige Tage nach Beendigung seines Dienstverhältnisses wurde er ab 14. Juni 2015 als neuer Cheftrainer des israelischen Erstligisten Maccabi Tel Aviv vorgestellt. Unter seiner Führung schaffte es das Team zum ersten Mal in elf Jahren wieder in die Gruppenphase der der UEFA Champions League, schied aber in der 2015/16 punktelos als Letzter der Gruppe vorzeitig aus. Nach rund sechs Monaten in Israel kehrte er wieder nach England zurück, wo er Ende Dezember 2015 zum Trainer des Championship-Klubs FC Fulham ernannt wurde. Mit Fulham schaffte er 2015/16 den Klassenerhalt und 2017/18 den Aufstieg in die Premier League. Da der FC Fulham nach zwölf Spieltagen der Saison 2018/19 mit fünf Punkten auf dem letzten Tabellenplatz stand, wurde Jokanović durch Claudio Ranieri ersetzt.

## Erfolge als Spieler

### Vereinserfolge
FK Novi Sad
- Vizemeister der 2. jugoslawischen Fußballliga: 1986/87

FK Vojvodina
- Jugoslawischer Meister: 1988/89

 Partizan Belgrad
- Jugoslawischer Fußballpokalsieger: 1991/92
- Vizemeister der 1. jugoslawische Fußballliga: 1991/92
- Meister der Prva liga SR Jugoslavije: 1992/93
- Finalist im Fußballpokal der BR Jugoslawien: 1992/93

Deportivo La Coruña
- Meister der Primera División: 1999/2000
- Sieger der Supercopa de España: 2000

FC Chelsea
- Finalist im FA Cup: 2001/02

## Erfolge als Trainer
FK Partizan Belgrad
- Meister der serbischen SuperLiga: 2007/08 und 2008/09
- Serbischer Fußballpokalsieger: 2007/08 und 2008/09

Muangthong United
- Meister der Thai League: 2012

FC Watford
- Vizemeister der Football League Championship: 2014/15

FC Fulham
- Aufstieg in die Premier League 2018